# Jan Nygren
Jan Nils Johan Nygren (født 10. april 1934, død 28. november 2019) var en svensk skuespiller, der medvirkede i over 80 film- og tv-produktioner i løbet af sin karriere. Han blev uddannet på Axel Witzanskys teaterskole og gik derefter på Göteborgs stadsteater. Han var desuden ansat på Riksteatern i 1960'erne.
Jan Nygren fik sin filmdebut i tv-serien Här kommer Petter fra 1963. En af hans mest kendte roller er som “Stora Norrland” i dramaserien Någonstans i Sverige. Han huskes blandt andet også som Karlssons stemme i børnefilmen Verdens bedste Karlsson (1974).
Nygren havde sin sidste filmrolle i 1996. Han ligger begravet på Danderyds kyrkogård i Djursholm.

## Udvalgt filmografi
- Här kommer Petter (tv-serie, 1963)
- Jeg er lykkelig rød (1970)
- Pippi stikker a' (1970, kun stemme)
- Bröderna Malm (tv-serie, 1972-1974)
- Emil og grisebassen (1973)
- En enkel melodi (1974)
- Verdens bedste Karlsson (1974, kun stemme)
- Någonstans i Sverige (tv-serie, 1973-1974)
- Ægget er skørt! (1975, ukrediteret)
- Garagen (1975)
- Drengen med guldbukserne (tv-serie, 1975)
- Brødrene Løvehjerte (1977)
- Du er skrupskør, Madicken (1979)
- Blomstrende tider (1980)
- Sverige åt svenskarna (1980)
- Manden som gik op i røg (1980)
- Græsset synger (1981)
- Montenegro (1981)
- Jönssonligan & Dynamit-Harry (1982)
- Pelle Haleløs i Amerikat (animationsfilm, 1985)
- Eagle Island (1986)
- Maskemorderen (1988)
- Den ufrivillige golfspiller (1991)
- Rederiet (tv-serie, 1993)
- Monopol (1996)